# Tannis Bugt
57°40′N 10°15′Ø / 57.667°N 10.250°Ø
Tannis Bugt er en bugt af Skagerrak, ved Vendsyssels nordkyst mellem Hirtshals og Skagen. I bunden af bugten ligger badebyen Tversted/Tannisby.